# Acentrophryne
Acentrophryne är ett släkte av fiskar. Acentrophryne ingår i familjen Linophrynidae.
Kladogram enligt Catalogue of Life:
| Acentrophryne | \| \| Acentrophryne dolichonema \| \| \| \| \| \| Acentrophryne longidens \| \| \| \| |
|               | \| \| Acentrophryne dolichonema \| \| \| \| \| \| Acentrophryne longidens \| \| \| \| |
|               | Borophryne                                                                            |
|               |                                                                                       |
|               | Haplophryne                                                                           |
|               |                                                                                       |
|               | Linophryne                                                                            |
|               |                                                                                       |
|               | Photocorynus                                                                          |
|               |                                                                                       |
|               | Acentrophryne dolichonema                                                             |
|               |                                                                                       |
|               | Acentrophryne longidens                                                               |
|               |                                                                                       |

|  | Acentrophryne dolichonema |
|  |                           |
|  | Acentrophryne longidens   |
|  |                           |